# Grabovik (Fojnica, BiH)
Grabovik je naseljeno mjesto u općini Fojnica, Federacija Bosne i Hercegovine, BiH.

## Stanovništvo

### 1991.
Nacionalni sastav stanovništva 1991. godine, bio je sljedeći:
ukupno: 126
- Muslimani - 126

### 2013.
Nacionalni sastav stanovništva 2013. godine, bio je sljedeći:
ukupno: 64
- Bošnjaci - 63
- ostali, neopredijeljeni i nepoznato - 1

## Vanjske poveznice
- Satelitska snimka[neaktivna poveznica]